# Lucilene Machado
 Lucilene Machado Garcia Arf (Terra Rica, 09 de abril de 1965) é uma escritora e professora brasileira. Doutora em Teoria Literária pela Universidade Estadual Paulista Júlio de Mesquita Filho (Unesp), foi eleita no ano de 2000 para a cadeira de número 36 da Academia Sul-Mato-Grossense de Letras.  Além de lecionar literatura na Universidade Federal de Mato Grosso do Sul , é presidente da União Brasileira de Escritores/MS, tendo escrito inúmeras crônicas para o jornal Correio do Estado  e inúmeros artigos para o Le Monde Diplomatique Brasil.  Com sua obra Mulheres Estendidas ao Sol, Lucilene Machado é a única escritora Sul-mato-grossense vencedora do Prêmio Carolina Maria de Jesus de Literatura de 2023, do Ministério da Cultura. 

## Obras

### Livros de Crônicas
- MACHADO, Lucilene. Resistências íntimas e outros itinerários. São Paulo: Editora Patuá, 2021. [7] [8] [9]
- MACHADO, Lucilene. Os Homens não amam as mulheres.  Vol1. São Paulo: Giostri Editora, 2017. [10] [11]
- MACHADO, Lucilene. Desertos e outras infinitudes. Campo Grande: Life Editora, 2014. [12] [13]
- MACHADO, Lucilene. Biografia de Amores Campo Grande: Life Editora, 2011. [14] [15]
- MACHADO, Lucilene. A terceira mulher Rio de Janeiro: Editora Corifeu, 2008. [16]
- MACHADO, Lucilene; NOLASCO, Edgar C. Claricianas Lisboa: Firmamento, 2007. [17] [18]
- MACHADO, Lucilene; NOLASCO, Edgar C. Claricianas Rio de Janeiro: 7 Letras, 2006. [19] [20]
- MACHADO, Lucilene. Fio de Saliva Cuiabá: Editora Unemat, 2002. [21] [22]

### Biografias
- MACHADO, Lucilene (2011).  Desafio aos Enigmas do Amor. A Literatura Sul-Mato-Grossense na ótica de seus construtores. Campo Grande MS: Fundação de Cultura de Mato Grosso do Sul Governo de Mato Grosso do Sul: Life Editora, 186-197. [23] [24]

- MACHADO, Lucilene. Gilka Martins: Minha caminhada - Série Eu Sou História Campo Grande: Instituto Histórico e Geográfico de Mato Grosso do Sul, 2009. [25] [26]

- MACHADO, Lucilene. Nico da Noroeste: Algumas Histórias - Série Eu Sou História Campo Grande: Instituto Histórico e Geográfico de Mato Grosso do Sul, 2008. [27]

### Livro de Poesias
- MACHADO, Lucilene. Plântula. Campo Grande: Ed UFMS, 1999. [28]

### Livros Infantis
- MACHADO, Lucilene. O incrível céu dos cachorros. Canoas: Meraki Publisher, 2018. [29] «UFMS: O incrível céu dos cachorros» (PDF)

- MACHADO, Lucilene. O gato pernóstico. Rio de Janeiro: Litteris, 1999. [30]

## Prêmios
- Prêmio Carolina Maria de Jesus de Literatura, Ministério da Cultura (2023)
- Prêmio Guavira de Literatura, Secretaria de Cultura de Mato Grosso do Sul (2013).[31]
- Prêmio Maximiano Campos de Literatura, Instituto Maximiano Campos (2011).
- Prêmio Internacional de jornalismo Gaetano Schardochia, Embaixada da Italia na Espanha (2009).
- Prêmio Rubens Duarte de Nóbrega, Sociedade de Cultura Latina do Brasil (2000).
- VI Prêmio Internacional de Poesia e Desenho, Prefeitura Municipal de Itapira - Departamento de Cultura, Esporte e Turismo (2000).